# Список модификаций танка Т-34

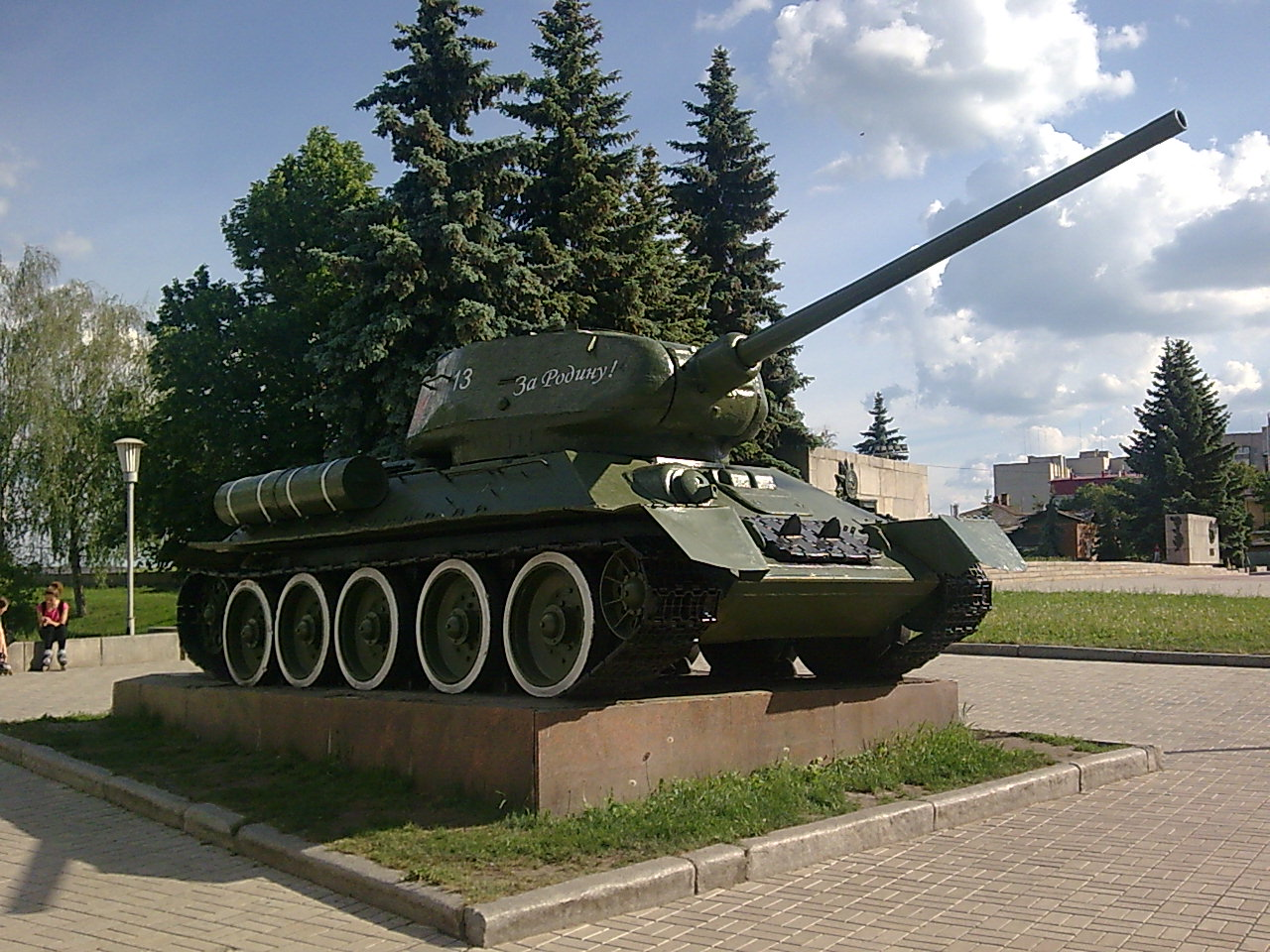
Т-34-85

Т-34 — самый массовый танк в истории, всего было построено более 50-и тысяч экземпляров, поэтому за время эксплуатации было создано большое количество модификаций этого танка.

## Список моделей и вариантов

### СССР

#### Танки
- Т-34 обр. 1940 г. — эта серийная модель 1940 г. постройки, вооруженная 76,2-мм танковой пушкой Л-11; У него была двухместная сварная или литая башня. Из-за нехватки новых дизельных двигателей В-2 начальная производственная партия Горьковского завода была оснащена бензиновым двигателем М-17 танка БТ и более низкими трансмиссией и сцеплением (Желтов 2001: 40-42);
- Т-34 обр. 1941 г. — эта серийная модель была построена в 1941 году с более тяжелой броней, литой или сварной двухместной башней и улучшенной танковой пушкой Ф-34;
- Т-34 обр. 1942 г. — эта серийная модель, построенная в 1942 году, с усиленной броневой защитой и множеством упрощенных компонентов. У него были новые «вафельные» гусеницы, новый рисунок катков, новый люк водителя и круглая крышка доступа к трансмиссии. У некоторых фара была перенесена на левую часть корпуса. Большинство из них было оснащено литыми двухместными башнями, хотя некоторые танки оснащались сварными башнями;
- Т-34 обр. 1943 г. — эта серийная модель строилась с мая 1942 по 1944 год с литой или штампованной шестиугольной башней. Немцы прозвали его «Микки Маус» из-за внешнего вида с открытыми сдвоенными круглыми люками в крыше башни. Официальным советским военным обозначением была модель 1943 года. Башни, изготовленные на разных заводах, имели незначительные вариации, иногда называемые башнями с жесткой кромкой, с мягкой кромкой и ламинатом, но на войне эти детали не нуждались в разных обозначениях;
- Т-34-57 — вариант Т-34 с 57-мм пушкой ЗиС-4[1];
- ОТ-34 — огнемётный танк, от серийной «тридцатьчетвёрки» отличался наличием огнемёта АТО-41 или АТО-42 вместо курсового пулемёта ДТ-29;
- А-43 (Т-34М) — прототип с улучшенным бронированием, трехместной шестигранной башней, торсионной подвеской и увеличенным запасом топлива и боеприпасов. Было построено пять корпусов, но разработка была прекращена в связи с началом Великой Отечественной войны;
- Т-34 с огнемётами ФОГ-1
- Т-34-3 — проект Т-34 с установкой дополнительной спарки двух 45-мм орудий 20К в дополнение к 76,2-мм орудию, но без спаренного пулемёта;
- Т-34Г (Т-34-122, Т-34Ш) — проект установки на Т-34 122-мм орудия У-11 или Д-6;
- Т-34-85 обр. 1943 г. — эта серийная модель строилась с февраля по март 1944 года на Заводе № 112, с 85-мм пушкой Д-5Т и новой литой трехместной башней большего размера, командирской башенкой и двумя куполообразными вентиляторами, сгруппированными вместе на крыше башни;
- Т-34-85 обр. 1944 г.
- Т-34-85 обр. 1945 г.
- Т-34-85 обр. 1946 г.
- Т-34-85 обр. 1960 г.
- Т-34-85М.
- ОТ-34-85 (ТО-34).
- Т-34-100[2].

#### Истребители танков
- СУ-85.
- СУ-85М.
- СУ-100.
- СУ-101.
- СУ-102.

#### Самоходные артиллерийские установки (САУ)
- СУ-122.
- СУ-122П.

#### Транспортные средства поддержки
- ПТ-34 — линейный танк с катковым противоминным тралом.
- Т-34-Т — шасси танка Т-34, башня снята, погон башни заварен, и в крыше сделан люк для экипажа. На крышу корпуса или МТО устанавливался металлический или деревянный короб для груза и инструмента, на некоторые экземпляры устанавливалась лебёдка или крановая установка. Различные экземпляры могли сильно различаться как в технологии создания тягача, так и в доустановленном оборудовании.
  - Т-34-ТО — тягач с такелажем.
- СПК-5 — стреловой поворотный кран:
  - СПК-5/10 — стреловой поворотный кран на 10 тонн грузоподъёмности;
  - СПК-5/10М — стреловой поворотный кран.
- ТМ-34.
- АТ-42 — артиллерийский тягач.
- АТ-45 — артиллерийский тягач, внешне похожий на Ворошиловец.
- БРЭМ на базе СУ-100.

#### Бронетранспортёры
- Т-34 Эрзац-бронетранспортёр Казимирова — опытная модификация танка Т-34 с установкой бронекарманов по бортам и сзади машины. Идея майора Казимирова.
- Т-34 с бронекоробкой и бронетележкой Аравского — опытный вариант установки десантного отделения на базу Т-34 под управлением старшего лейтенанта Аравского.

#### Командирские танки
- Т-34К.
- Т-34Г.

### Болгария

#### Фиксированные укрепления
- Башни от Т-34-85 устанавливались в ДОТы.
- Т-34-85 с башнями от Т-62 — танки с хранения, расконсервированные после вступления Турции в НАТО (1952 год, Болгария вступила в НАТО в 2004 году). Погон башни расширялся для установки башни Т-62.

### Куба

#### Самоходные артиллерийские установки (САУ)
- Т-34-85 были переоборудованы в самоходную гаубицу, вооруженную 130-мм орудием М-46 в вырезанной башне.
- Т-34-85 были переоборудованы в самоходную гаубицу, вооруженную 122-мм гаубицей Д-30 в вырезанной башне.
- Т-34-85 были переоборудованы в самоходную гаубицу, вооруженную 100-мм зенитной пушкой КС-19 в вырезанной башне.

### Чехословакия

#### Танки
- Т-34-85CZ — лицензионная чехословацкая серийная версия Т-34-85;
- Т-34/100 — вариант со 100-мм чехословацкой пушкой (лицензионной копией орудия 100-мм Д-10Т).

#### Транспортные средства поддержки
- MT-34.
- VT-34.
- JT-34.

#### Самоходные зенитные установки
- LP-157.
- LP-257.
- Т-34-85 с пушкой R10.

#### Машины корректировки огняЗСУ
- LV-157

### Египет

#### Истребители танков
- Т-100 (Т-34/100).

#### Самоходные артиллерийские установки (САУ)
- Т-122 (Т-34/122[3]).

### Финляндия

#### Танки
- T-34/76 — финский вариант Т-34 (Т-34-76).
- T-34-85 — финский вариант Т-34-85.
- Т-34/85 75-мм — экспериментальный Т-34-85 с немецким 75-мм орудием[4].

### Венгрия

#### Пожарные машины
- Танки Т-34 были переоборудованы в гусеничные пожарные машины, используемые для тушения нефтяных пожаров.

### Третий Рейх

#### Танки
- T-34 747(r) — обозначение трофейных танков Т-34-76. Некоторые трофейные танки были оснащены башнями Pz.III или Pz.IV вместе с бортовой броней Schürzen.

#### Самоходные зенитные установки
- Flakpanzer T-34(r) — эта немецкая модификация представляла собой единственный танк Т-34, превращенный в самоходную зенитную установку, вооруженную 2-см Flakvierling 38 в новой бронированной башне с открытым верхом. Единственная изготовленная машина использовалась в 653-м тяжелом батальоне истребителей танков в июле 1944 года[5][6].

#### Бронепоезда с использованием башен от Т-34
- Бронепоезд «Blücher».
- Бронепоезд «Michael».

### ГДР

#### Транспортные средства поддержки
- T-34T — немецкий вариант транспортной машины на базе Т-34-76.
- HG 125 — Мобильный кран для использования на открытых буроугольных шахтах

### Китайская Народная Республика

#### Танки
- Type 58 — модификация Т-34-85. Несмотря на то, что было внесено множество модификаций, которые привели к некоторым визуальным отличиям между оригинальным Т-34-85 и китайским Т-34-85, и хотя китайский завод 617 имел возможность производить каждую деталь Т-34-85, не было ни одного Т-34-85, который действительно производился в Китае[7].
- Type 58 — усилен огнемётами.

#### Самоходные зенитные установки
- Type 63 — представлял собой Т-34-76 обр.1943 года производства Уралвагонзавода, переоборудованный в ЗСУ, вооруженную китайскими спаренными 37-мм зенитными орудиями Тип 61[8];
- Type 65 — аналогичный Тип 63, но построен на базе Т-34-85, а не Т-34 (Т-34-76).

### Польша

#### Танки
- Т-34-85М1 — это часть польской программы капитального ремонта. Как и в случае с советской моделью 1960 года, он добавил «каркасные» опорные колеса;
- Т-34-85М2 — продукт польской программы капитального ремонта. Танк, похожий на советский образец 1969 года, оснащался внешним отсеком для ЗИПа, комплектом для подводного вождения танка.

#### Транспортные средства поддержки
- CW-34.
- WPT-34.

### Сирия

#### Танки
- Т-34/55 — это сирийская модернизация советских Т-34-85, ранее модернизированных для экспорта Чехословакией, с добавлением зенитного пулемета, установленного на турели командирской башенки, и других модификаций.

#### Самоходные артиллерийские установки (САУ)
- Т-34/122 — это сирийская модернизация советских Т-34, с заменой стандартной башни на орудие Д-30, установленного в задней части танка, и других модификаций. Ныне единственный образец находится в Танковом Музее в Латруне.

### Югославия

#### Танки
- Vozilo A.
- T-34B.
- M636.

### Кувейт
- BIG WIND — пожарный Т-34 с 2 реактивными двигателями от МиГ-21.